# Maruim (ort)
Maruim är en ort i Brasilien.   Den ligger i kommunen Maruim och delstaten Sergipe, i den östra delen av landet, 1 300 km öster om huvudstaden Brasília. Maruim ligger 12 meter över havet och antalet invånare är 12 153.
Terrängen runt Maruim är platt. Runt Maruim är det ganska tätbefolkat, med 70 invånare per kvadratkilometer.. Närmaste större samhälle är Nossa Senhora do Socorro, 13,9 km söder om Maruim.
Omgivningarna runt Maruim är en mosaik av jordbruksmark och naturlig växtlighet.